# Första spanska republiken
Första spanska republiken fanns i Spanien. Dess historia började 1873 då kung Amadeus I avgick efter Hidalgoaffären, och slutade 1874 då general Martínez Campos genomförde en statskupp och tillsatte Alfons XII. Återupprättandet av monarkin går under benämningen den spanska Bourbonrestaurationen.

## Historia
Den första spanska republiken utropades den 11 februari 1873 av en parlamentarisk majoritet. Dagen innan hade kung Amadeus abdikerat. Republiken varade endast i 23 månader, från 11 februari 1873 till 29 december 1874. republiken hade fem presidenter: Estanislao Figueras, Francisco Pi i Margall, Nicolás Salmerón, Emilio Castelar och Francisco Serrano Domínguez.
De republikanska ledarna planerade att upprätta en federal republik, men de proklamerade den inte omedelbart. De föreskrev att en konstituerande församling av Cortes skulle sammankallas för att utarbeta en federal konstitution (utkastet till den spanska federala konstitutionen från 1873). Radikalerna inom republikanerna strävade däremot efter en enhetsrepublik, så de två partierna vände sig mot varandra efter att republiken hade utropats. Till en början uteslöts radikalerna från makten och de allierade sig med andra grupper som isolerats av carlistkrigen och revolutionen 1868.
Republiken möte tre svårigheter. Två ärvda konflikter var kriget på Kuba och carlistupproret och ytterligare en svårighet uppstod i republikens inre, den kantonala revolutionen. Den kombinerade effekten av dessa tre svårigheter rotade i det koloniala förflutna, carlistiska rörelsens i den inhemska traditionen och den kantonala revolutionen i den republikanska rörelsens federativa idéer. Resultatet blev en svagheten hos en republikansk regim inte kunde stabilisera sig själv och skapa en konstitution. Dessutom isolerades republiken internationellt  – endast USA och Schweiz erkände republiken. I detta läget växte en oppositionen inom en del av armén mot de republikanska ledarna, som konspirerade med de radikala.
Omstörtande verksamhet inom armén, försöken att upplösa staten genom en konfederation av suveräna konstituerande stater (kantonala upproret), den instabila situationen i Barcelona, misslyckade antifederala kuppförsök, Första internationalens uppmaningar till politisk revolution, bristen på politisk legitimitet och interna strider inom dess ledarskap försvagade republiken. Den upphörde praktiskt taget att existera den 3 januari 1874, när Madrids generalkapten Manuel Pavía uttalade sig mot den federala regeringen och uppmanade alla partier, utom kantonalister och carlister, att bilda en nationell regering. Monarkisterna och republikanerna förkastade detta och lämnade enhetsradikalerna och konstitutionalisterna som de enda grupper som var villiga att regera. Detta betydde i sin tur en mycket smal bas för deras regering. General Francisco Serrano Domínguez bildade en ny regering, vilket var en rent formell handling, eftersom Cortes (parlamentet) hade upplösts.
Den 1 december tog Cánovas del Castillo initiativet till publiceringen av Sandhurstmanifestet, skrivet av honom och undertecknat av prins Alfonso. Det var en del av den strategi som han hade utarbetat sedan han hade övertagit ledarskapet för Alfonsinernas sak den 22 augusti 1873 – mitt under det kantonala upproret. Syftet var att skapa opinion till förmån för Alfonso med lugn och tålamod, uthållighet och energi.
I början av 1874 nådde området som karlisternas styrkor behärskade sin största utbredning. En serie nederlag mot den republikanska nordarmén under andra halvan av året skulle ha avslutat kriget om det inte hade varit för det dåliga vädret. De andra monarkisterna förutom karlisterna kallade sig alfonsister efter Alfons XII, son till drottning Isabella II, och organiserades av Antonio Cánovas del Castillo. Denna osäkra period varade tills brigadgeneral Arsenio Martínez-Campos uttalade sig till förmån för Alfonso den 29 december och resten av armén vägrade att göra något mot honom. 
Den 31 december 1874 bildades den så kallade ministären, ledd av Cánovas del Castillo, som väntade på att prins Alfonso skulle återvända till Spanien från England. Den republikanska regeringen kollapsade, vilket ledde till slutet på republiken och återupprättandet av bourbonerna genom att Alfonso XII utropades till kung.